# Макэлрит, Ричард
Ричард Макэлрит (англ. Richard McElreath; род. 18 апреля 1973, Ландштуль[…]) — американский антрополог, специалист по культурной эволюции. Доктор философии (2001). Директор департамента человеческих поведения, экологии и культуры Института эволюционной антропологии Общества Макса Планка (Лейпциг; с 2015); почетный профессор Лейпцигского университета (с 2018). До 2018 проф. Калифорнийского университета в Дейвисе. Автор популярного учебника байесовской статистики.
Окончил Университет Эмори (бакалавр антропологии и человека биологии, 1995). Степень доктора философии по антропологии получил в Калифорнийском университете в Лос-Анджелесе, проводив исследования в Танзании под руководством Роберта Бойда. В 2001—2002 постдок в Берлине в Max Planck Institute for Human Development у Герда Гигеренцера. С 2002 ассистент-, с 2006 ассоциированный, в 2014—2018 профессор кафедры антропологии Калифорнийского университета в Дейвисе, в 2014—2015 завкафедрой.
Публиковался в Science.
Автор двух книг.
Соавтор — с Р. Бойдом — Mathematical Models of Social Evolution (2007).
- Statistical Rethinking: A Bayesian Course with Examples in R and Stan (Second Edition, Chapman and Hall, 2020) {Рец.}